# Scorpione (araldica)
In araldica lo scorpione simboleggia l'uomo vendicativo che non perdona. Fin dai Padri della Chiesa nell'iconografia medievale e rinascimentale cristiana, l'emblema dello scorpione individua spesso la religione giudaica, o tutt'al più pagana, in termini dispregiativi.

D'argento, allo scorpione di nero, posto in palo, caricato di tre gigli d'oro, e sostenente con le chele una corona all'antica, d'oro (Provincia di Taranto)
Capo caricato di uno scorpione nello stemma di Roccaforzata
Scorpione di rosso (Slatinice, Repubblica Ceca)
Due scorpioni d'argento (Souvignargues, Francia)